# Административно-процессуальное право
Администрати́вно-процессуа́льное пра́во — это установленные государством общеобязательные правила поведения, регулирующие общественные отношения, возникающие в процессе разрешения индивидуально-конкретизированных дел в сфере государственного управления, а также деятельность органов исполнительной власти и некоторых других субъектов; процессуальное право.

## Сущность административно-процессуального права

### В соотношении с административным процессом
В доктрине распространена точка зрения о том, что понятие административно-процессуального права производно от понятия административного процесса. В настоящее время чёткое деление теоретической базы практически отсутствует.
Вопрос о понятии и сущности административного процесса является в административно-правовой литературе одним из самых дискуссионных. Существуют различные точки зрения на границы и объём административного процесса.
В настоящее время наиболее широкое распространение получили три подхода к определению административного процесса. 
Первый подход возник в 60-е годы ХХ столетия. Согласно ему, административный процесс (в узком смысле) – это урегулированная административно-процессуальными нормами деятельность по разрешению индивидуальных, конкретных дел в сфере государственного управления уполномоченными на то субъектами административно-процессуальных отношений. Данная точка зрения рассматривает прежде всего юрисдикционную деятельность органов государственного управления, которая охватывает не только применение мер административного принуждения, но и включает разбор жалоб и заявлений граждан, применение мер дисциплинарной ответственности в административном порядке.
Сторонники второго подхода считают, что административный процесс подразумевает рассмотрение споров, возникающих из административно-правовых отношений судами.
Третий подход к определению административного процесса состоит в том, что в административный процесс, помимо отношений по осуществлению принуждения, включаются так называемые отношения положительного управленческого характера, возникающие при применении регулятивных норм материального права. Таким образом административный процесс включает в себя всевозможные управленческие действия, реализуемые для осуществления функций и целей управления, решения его задач. Этот процесс иногда называют организационно-процедурным или позитивным административным процессом, т.е. процессом в широком смысле, который охватывает все случаи применения норм материального административного права.
Таким образом, административный процесс (в широком смысле) – это процесс самой исполнительной деятельности органов государственного управления, т.е. процессуальные формы её осуществления.
Процессуальная деятельность положительного характера, имеющая своей целью применение норм материального права, регулирующих осуществление исполнительно-распорядительной деятельности, должна осуществляться в соответствии с определёнными общими правилами и в определённой последовательности.
Так, по единым правилам должен осуществляться: процесс разработки и принятия административно-правовых актов; реорганизация и ликвидация различных органов управления; реализация запретов, разрешения и прямых предписаний; реализация контрольно-надзорных, разрешительных, регистрационных, координационных и прочих полномочий, реализуемых субъектами исполнительной власти и т.д.
В целом, исходя из понимания административного процесса как в узком (правоохранительном) смысле, так и в широком (правоприменительном) смысле, следует, что основу для формирования понятия административно-процессуальная деятельность, включающая в себя административно-юрисдикционную и административно-процедурную деятельность.

### Административно-процессуальное право как группа правовых норм
Термин «административно-процессуальное право» в литературе часто используется как синоним термина «административно-процессуальное законодательство»; также употребление возможно для характеристики комплекса административно-процессуальных норм. 
Отсутствие единого подхода к характеристике административного процесса порождает дискуссию о сущности административно-процессуального права.
Первая точка зрения заключается в том, что административно-процессуальное право является институтом административного права (юрисдикционный подход). 
Сторонники второй позиции считают, что административный процесс (как совокупность норм права) регламентирует отправление правосудия по административным делам (судебный подход). 
Приверженцы управленческого подхода (изначально сформировался применительно к характеристике административного процесса как деятельности) утверждают, что право регулирует лишь порядок разрешения индивидуальных дел в сфере государственного управления.
В последнее время появилась ещё одна точка зрения, которая включает в себя регулирование административных процедур, юрисдикции и судопроизводства (комплексный подход, также сформированный при характеристике процесса).
В науке также нет единого понимания о том, чем является административно-процессуальное право с точки зрения системы права: самостоятельной отраслью, подотраслью либо частью административного права.
В силу развития общественных отношений и их регулирования не исключено появление иных точек зрения со временем.

## Особенности административно-процессуального права
- нормы не систематизированы, однако интегрированы в отдельные институты административного права;
- вторичный характер процессуальных норм: эффективное применение положений материального права требует процессуальной регламентации;
- неоднородность источников. Нормы административного процесса могут быть как в законах, так и в подзаконных актах;
- тесная связь с материальными нормами различных отраслей права (конституционное, земельное и пр.)[6].

## Характерные черты административного процесса
Характерными чертами административного процесса являются:
1. административный процесс – это вид юридического процесса;
2. он представляет собой последовательно совершаемые действия по осуществлению управленческой деятельности;
3. административный процесс является формой реализации материальных норм административного права, формой властной деятельности субъектов исполнительной власти;
4. его целью является достижение определённых юридических результатов, разрешение конкретных юридических дел;
5. административный процесс регламентируется многочисленными административно-процессуальными нормами, а содержанием его являются управленческие профессиональные отношения, возникающие между субъектами процесса;
6. в ходе всего административного процесса оформляются специальные документы;
7. в некоторых случаях он может осуществляться не только во внесудебном, административном, но и в судебном порядке;
8. сфера применения административного процесса не исчерпывается реализацией норм административного материального права и защитой административно-правовых отношений.
В ходе правоприменительной деятельности органов государственного управления иногда на основании административно-процессуальных норм применяются материальные нормы иных отраслей права: налогового, земельного, финансового, трудового и т.д.  Административный процесс - это часть управленческой деятельности государства. При этом он представляет собой вполне самостоятельное правовое явление, характеризующееся определённым назначением, обладающее своей спецификой, формами и методами осуществления на основе соответствующих юридических правил.  Будучи органической частью управленческой деятельности, административный процесс естественно и неизбежно базируется на принципах, лежащих в основе государственного управления. Однако как специфическая деятельность исполнительно-распорядительных органов государственной власти и других компетентных субъектов, связанная с разрешением индивидуально-конкретных дел в сфере государственного управления, административный процесс в целом и все составляющие его виды производств осуществляются на основе специальных принципов.  Принцип законности состоит в требовании не только строгого и надлежащего исполнения законов и основанных на них иных правовых актов, но и надлежащего применения этих актов. Последнее обстоятельство имеет первостепенное значение для административного процесса, в ходе которого как раз и происходит применение норм материального права к конкретному случаю.
Принцип заинтересованности масс в осуществлении и результатах административного процесса есть конкретизация более общего принципа участия масс в государственном управлении. Действие этого принципа обусловлено отсутствием противоположных интересов у государства и личности. Этот принцип создает благоприятные условия для использования различных форм помощи органам государственного управления со стороны общественности.
Принцип быстроты процесса является следствием оперативности, как свойства управленческой деятельности. С другой стороны, этот принцип выступает в качестве определённой юридической гарантии реализации гражданами их прав и охраняемых законом интересов. Поэтому действующее законодательство в ряде случаев устанавливает точные сроки, в течение которых должно быть осуществлено производство по тому или иному административному делу.
Принцип охраны интересов государства и личности в административном процессе направлен прежде всего, против различных проявлений формализма при рассмотрении административных дел.  Вместе с тем он имеет и другую сторону. Последовательный, полный и неуклонный учёт интересов государства и личности самым непосредственным образом отражается на эффективности административного процесса и составляет обязанность любого органа или должностного лица, рассматривающего административное дело. В его задачу входит также обязанность следить за надлежащим использованием сторонами своих прав, чтобы это не повредило интересам государства и общества.
Принцип гласности процесса предполагает ознакомление широких слоев населения с решением тех или иных вопросов, находящихся в компетенции соответствующих государственных органов.
Принцип объективной истины обязывает орган, рассматривающий дело, использовать все имеющиеся в его распоряжении возможности для привлечения доказательств, относящихся к делу, учесть и правильно оценить доказательства, представленные другой стороной, дать им правильное истолкование.
Принцип равенства сторон в административном процессе вытекает из общего принципа, согласно которому все граждане равны перед законом в том смысле, что на каждого гражданина, на каждое должностное лицо, независимо от его служебного положения, нормы закона распространяются в совершенно равной степени.
Принцип национального языка предполагает, что лицо, привлекаемое к административной ответственности, вправе выступать на родном языке и пользоваться услугами переводчика, если не владеет языком, на котором ведется производство.
Принцип самостоятельности принятия решения при рассмотрении административных дел означает, что, во-первых, вышестоящий орган без особой на то необходимости не должен вмешиваться в правомерные действия нижестоящего органа или должностного лица, а, во-вторых, орган или должностные лица не могут перекладывать обязанности по разрешению дел, входящих в круг их полномочий, на нижестоящие инстанции.
Принцип двустепенности административного процесса означает такое правило, согласно которому участники разбирательства по административному делу и, прежде всего, стороны, чьи права и интересы устанавливаются в ходе процесса, могут обжаловать любое первичное действие органа или лица, рассматривающего данное дело.  Особо следует подчеркнуть, что обжалованию может подлежать решение первой инстанции в соответствующую вторую инстанцию - в вышестоящий орган государственного управления, суд или какой-либо другой орган, в зависимости от характера административного дела или законодательного установления.  Вместе с тем принцип двустепенности административного процесса исходит из нецелесообразности обжалования решения второй инстанции в соответствующие вышестоящие органы. Например, решение городского (районного) суда, вынесенное по жалобе гражданина на постановление административной комиссии, является окончательным и обжалованию не подлежит.  Однако наше законодательство иногда запрещает обжаловать некоторые первичные административно-процессуальные действия. Например, постановление районного (городского) суда (судьи) о наложении административного взыскания является окончательным и обжалованию в порядке производства по делам об административных правонарушениях не подлежит.
Действующее законодательство закрепляет также принцип ответственности должностных лиц и служащих за ненадлежащее ведение процесса, который предполагает, что должностные лица, виновные в нарушении правил процесса или принятия незаконного акта, несут дисциплинарную или иную ответственность.

## Структура административного процесса
Структура административного процесса
В настоящее время ученые-административисты не пришли к единому мнению по поводу границ и объёма административного процесса. Как следствие, существуют многочисленные точки зрения на структуру административного процесса. Объединяет их сложившееся в отечественной правовой науке и юридической практике устойчивое представление о производствах, как составных элементах структуры административного процесса. При этом понятие “процесс” и “производство” соотносятся как общее и особенное. Иными словами, процесс – есть сумма производств, а производство – органическая часть процесса.
Если административный процесс есть порядок разрешение индивидуальных дел в сфере государственного управления, то административное производство – это уже порядок рассмотрения и разрешения какой-то определённой категории дел в сфере управления.
Иными словами, административное производство как часть административного процесса – это особый вид административной деятельности по разрешению дел определённой категории, на основе общих и специальных процессуальных норм.
Ещё раз подчеркнем, что в юридической литературе пока нет однотипного взгляда на вопрос о структуре административного процесса из-за различного толкования авторами понятия процесса вообще.
Так, в учебнике “Административное право” под редакцией Ю.М. Козлова и Л.Л. Попова указано, что административный процесс представляет собой совокупность различающихся конкретными предметами административных производств, система которых может быть сведена к двум обобщенным группам:
- юрисдикционное производство;
- процедурное производство.
В свою очередь, по их мнению, процедурное производство включает в себя такие его виды, как:
- лицензионно-разрешительное;
- регистрационное;
- по принятию правовых актов управления.
Наиболее же ярко выраженными вариантами юрисдикционного производства являются:
- производство по делам об административных правонарушениях;
- дисциплинарное производство;
- производство по жалобам;
Несмотря на некоторые особенности и различия, все названные виды административных производств имеют общие характерные черты, дающие основание говорить о каждом из них как о составной части общего понятия административного процесса. Вот некоторые из них.
Во-первых, административные производства осуществляются в сфере государственного и представляют собой нормативно урегулированный порядок совершения процессуальных действий, обеспечивающий законное и объективное рассмотрение и разрешение индивидуальных административных дел, объединённых общностью предмета.
Во-вторых, каждый вид производств осуществляется преимущественно органами государственного управления и лишь некоторые группы дел в соответствии с действующим законодательством разрешают иные органы, их должностные лица.
В-третьих, общественные отношения, возникающие в ходе осуществления каждого вида производств, регулируются административно-процессуальными нормами.